# Bratac Mali
Bratac Mali je čer v Jadranskem morju. Pripada Hrvaški. Spada pod otočje Vrhovnjaci. Čer je skupaj z otočkom Bratac (le 10 metrov vzhodno) najzahodnejši del otočja in se nahaja približno 10,4 km vzhodno od Lastova.
Čer meri približno 17 x 6 metrov in se dviga do približno 2 metra iz morja.